# Kota Baru
Kota Baru – miasto w Indonezji na wyspie Laut w prowincji Borneo Południowe;  55 tys. mieszkańców (2005).
Ośrodek administracyjny dystryktu Kota Baru; ważny port nad cieśniną Laut w pobliżu jej połączenia z cieśniną Makasarską.